# Galantis

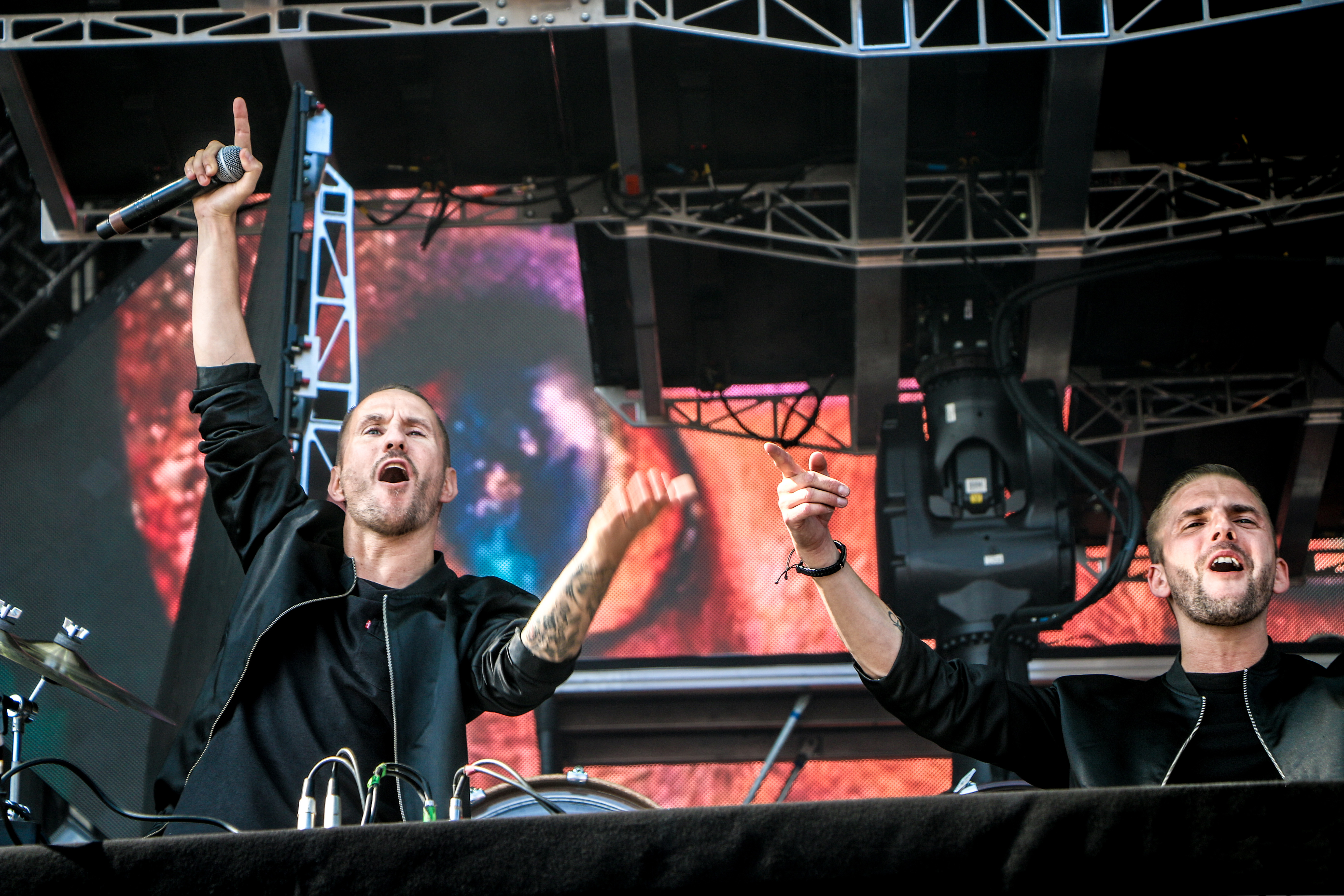
Galantis in 2016

Galantis is een Zweeds muziekproject van Christian Karlsson (14 juli 1975). Tot 2021 was Galantis een duo, waarbij Linus Eklöw (29 augustus 1979) het andere lid was. Galantis is actief sinds 2012. In 2015 scoorde het duo een nummer 1-hit in de Nederlandse Top 40 met het nummer Runaway (U & I). 

## Discografie

### Albums
- Galantis (2014, ep)
- Pharmacy (2015)
- The Aviary (2017)

### Singles
- You (2014)
- Smile (2014)
- Runaway (U & I) (2014)
- Gold dust (2015)
- Firebird  (2015)
- Peanut butter jelly (2015)
- In my head (2015)
- No money (2016)
- Make me feel (2016, met East & Young)
- Love on me (2016, met Hook n Sling)
- Pillow fight (2016)
- Rich boy (2017)
- Hunter (2017)
- Tell me you love me (2017, met Throttle)
- Spaceship (2018, met Uffie)
- Mama look at me now (2018)
- Satisfied (2018, met MAX)
- Emoji (2018)
- San Francisco (2018, met Sofia Carson)
- Bones (2019, met OneRepublic)
- Faith (2019, met Dolly Parton en Mr. Probz)
- The Lake (2020, met Wrabel)
- Tu Tu Tu (That's Why We) (2020)
- Heartbreak Anthem (2021, met David Guetta en Little Mix)
- Run (2022, met Becky Hill)

### Remixen
- Seinabo Sey - Hard times (onder de titel Friend (Hard times)) (2014)
- Florence and the Machine - Delilah (Galantis Remix) (2015)
- Galantis - In my head (Misha K & Galantis VIP Mix) (2016)
- Galantis - Peanut butter jelly (Maxum & Galantis VIP Mix) (2016)
- Peter Bjorn and John - Dominos (Galantis Remix) (2016)
- Youngr - Out of my system (Galantis Remix) (2016)

## Hitlijsten

### Albums
| Album met eventuele hitnotering(en) in de Nederlandse Album Top 100 | Datum van verschijnen | Datum van binnenkomst | Hoogste positie | Aantal weken | Opmerkingen |
| ------------------------------------------------------------------- | --------------------- | --------------------- | --------------- | ------------ | ----------- |
| Pharmacy                                                            | 2015                  | 13-06-2015            | 48              | 1            |             |

| Album met hitnotering(en) in de Vlaamse Ultratop 200 albums | Datum van verschijnen | Datum van binnenkomst | Hoogste positie | Aantal weken | Opmerkingen |
| ----------------------------------------------------------- | --------------------- | --------------------- | --------------- | ------------ | ----------- |
| Pharmacy                                                    | 2015                  | 13-06-2015            | 128             | 2            |             |

### Singles
| Single met eventuele hitnotering(en) in de Nederlandse Top 40 | Datum van verschijnen | Datum van binnenkomst | Hoogste positie | Aantal weken | Opmerkingen                                                 |
| ------------------------------------------------------------- | --------------------- | --------------------- | --------------- | ------------ | ----------------------------------------------------------- |
| Runaway (U & I)                                               | 2014                  | 03-01-2015            | 1(1wk)          | 23           | Nr. 3 in de Single Top 100                                  |
| Gold Dust                                                     | 2015                  | 11-04-2015            | tip2            | -            |                                                             |
| Peanut Butter Jelly                                           | 2015                  | 30-05-2015            | tip5            | -            | Nr. 81 in de Single Top 100                                 |
| No Money                                                      | 2016                  | 14-05-2016            | 5               | 18           | Nr. 6 in de Single Top 100                                  |
| Love on Me                                                    | 2016                  | 08-10-2016            | 32              | 4            | met Hook n Sling / Nr. 29 in de Single Top 100              |
| Pillow Fight                                                  | 2016                  | 24-12-2016            | tip22           | -            |                                                             |
| Rich Boy                                                      | 2017                  | 25-02-2017            | tip21           | -            |                                                             |
| Hunter                                                        | 2017                  | 10-06-2017            | 34              | 2            | Nr. 68 in de Single Top 100                                 |
| Girls on Boys                                                 | 2017                  | 23-09-2017            | tip18           | -            | met Rozes                                                   |
| Tu Tu Tu (That's Why We)                                      | 2020                  | 19-12-2020            | 22              | 6            | met Nghtmre & Liam O'Donnell                                |
| Heartbreak Anthem                                             | 2021                  | 19-06-2021            | 13              | 14           | met David Guetta & Little Mix / Nr. 25 in de Single Top 100 |
| Alien                                                         | 2021                  | 04-12-2021            | 39              | 3            | met Lucas & Steve & Ilira                                   |
| Run                                                           | 2022                  | 26-03-2022            | 36              | 4            | met Becky Hill                                              |
| Lighter                                                       | 2024                  | 02-03-2024            | 31              | 8            | met David Guetta & 5 Seconds of Summer                      |

| Single met hitnotering(en) in de Vlaamse Ultratop 50 | Datum van verschijnen | Datum van binnenkomst | Hoogste positie | Aantal weken | Opmerkingen                            |
| ---------------------------------------------------- | --------------------- | --------------------- | --------------- | ------------ | -------------------------------------- |
| Runaway (U & I)                                      | 2014                  | 31-01-2015            | 6               | 21           |                                        |
| Peanut Butter Jelly                                  | 2015                  | 09-05-2015            | tip5            | -            |                                        |
| In My Head                                           | 2015                  | 07-11-2015            | tip26           | -            |                                        |
| No Money                                             | 2016                  | 28-05-2016            | 22              | 16           |                                        |
| Love on Me                                           | 2016                  | 15-10-2016            | tip11           | -            | met Hook n Sling                       |
| Rich Boy                                             | 2017                  | 04-03-2017            | tip             | -            |                                        |
| Hunter                                               | 2017                  | 20-05-2017            | tip             | -            |                                        |
| Tell Me You Love Me                                  | 2017                  | 09-12-2017            | tip             | -            | met Throttle                           |
| Emoji                                                | 2018                  | 24-11-2018            | tip             | -            |                                        |
| Bones                                                | 2019                  | 16-02-2019            | tip1            | -            | met OneRepublic                        |
| Heartbreak Anthem                                    | 2021                  | 24-07-2021            | 30              | 12           | met David Guetta & Little Mix          |
| Lighter                                              | 2024                  | 02-03-2024            | 28              | 12           | met David Guetta & 5 Seconds of Summer |

## Andere projecten
Karlsson werkt sinds 2000 samen met Pontus Winnberg als het productieduo Bloodshy & Avant. Zij hebben onder andere AM to PM en When You Look at Me (Christina Milian, 2001), en Toxic (Britney Spears, 2003) geproduceerd. Sinds 2007 vormen Bloodshy & Avant samen met de Amerikaanse zanger Andrew Wyatt het trio Miike Snow. In 2012 stond Miike Snow in de Nederlandse Top 40 met Paddling Out. 
Eklöw is ook actief als Style Of Eye. Ook hij stond in 2012 een keer in de Nederlandse Top 40: samen met het Zweedse duo Staygold en de Zweedse zangeres Pow scoorde hij met Wallpaper een Alarmschijf, die de zesde plaats behaalde. Hij werkte ook mee aan I love it van Icona Pop en Charli XCX.